# هنري ستيوارت دوق غلوستر
هنري ستيوارت (8 يوليو 1640 - 13 سبتمبر 1660) دوق غلوستر هو نجل الأصغر لـ تشارلز الأول وزوجته هنريتا ماريا ابنة هنري الرابع ملك فرنسا، وكما يُعرف بـ «هنري أواتلاندز».
بعد هزيمة والده في الحرب الأهلية الإنجليزية تم اعتقله ونقله إلى لندن (على عكس أخوته الأكبر سناً الذين فروا مع أمهم إلى فرنسا)، وتم اعتقله بجانب شقيقته الأكبر سناً إليزابيث، وقدموا إليهم الشقق الملكية في البرج الأبيض ببرج لندن تحت حماية جيوش الجمهورية، خلال المناقشات بين قادة الجمهوريين أوليفر كرومويل وهنري إيرتون حول اختيار نظام الحكم تم اقترح لفترة وجيزة حول صعوده على العرش، بحيث كان صغيراً على خلاف أخوته أكبر سنا تشارلز وجيمس الذين لهم أراء متأثر بآراء أبيه ووالدتهم، ولكن البرلمان وافق في النهاية على أن تكون جمهورية الكومنولث، وبذلك نُقل الشاب على مكان أكثر راحة للعيش بحرية ولكن حتى وصية البرلمان.
سمح له ولشقيقته بزيارة والدهم عشية إعدامه في يناير 1649، كانت إليزابيث في ثلاثة عشر عاماً وفي حين كان هنري في الثامنة من العمر.
في نهاية المطاف تم اطلاق سراحه في عام 1652 بموافقة من أوليفر كرومويل وغادر نحو عائلته في باريس، تأثر قليلة بأفكار كرومويل بحيث كان دائماً الشجار مع والدته حول مسائل الدين والسياسة إلا أنها طردته في الأخير من باريس وانضم إلى جيوش الإسبانية واكتسب سمعة طيبة بأنه واحد من أشرس البروتستانتيين في أوروبا حيث أعجب به القائد المنشق لويس الثاني دي بوروبون أمير كوندي واستطاع تولى قيادة جيوش الإسبانية واقتراح عليه قبل وفاته بفترة زواج من إحدى ابنته.
بعد ابرم اتفاق السلام بين فرنسا وإسبانيا أصبح الشاب مقيماً عند أملاك أمير كوندي حتى وفاة كرومويل وانحلال جمهوريته بطئ حتى استعاد الأمير تشارلز تحت مسمى تشارلز الثاني عروش والده عام 1660، أقام الأمير في وايتهول، خطط شقيقه الأكبر تشارلز الثاني تزويجه من الأميرة فيلهلمينه إرنستينه من الدنمارك لتعزيز التحالفات البحرية البريطانية الدنماركية وافق والدها فريدريك الثالث ملك الدنمارك-النرويج على الزواج.
في 1659 أصبح دوق غلوستر وإيرل كامبريدج ومن قبل أخيه الملك ولكنه سرعان ما توفي فجأة من الجدري، بعد وقت قصير تم استبعاد شقيقه جيمس دوق يورك من خط الخلافة بسبب تحوله إلى كاثوليكية مما تسبب في أزمة، ينظر عليه على أنها «الأمير الخاسر» لولا كان حياً في ذلك الوقت لأصبح ملكاً، ودفن في كنيسة وستمنستر.